# Revolución de Cochabamba (1810)

Bandera de la revolución, creada por Esteban Arze y Francisco del Rivero el 14 de septiembre de 1810

La Revolución de Cochabamba fue uno de los primeros estallidos revolucionarios en la real audiencia de Charcas (ahora Bolivia). Se desarrolló luego de que fueran sofocados los alzamientos de Chuquisaca y la Paz de 1809 contra las autoridades españolas del Virreinato del Río de la Plata. Tuvo lugar el 14 de septiembre de 1810 y fue encabezada por el coronel Francisco del Rivero y por Esteban Arze.

## Antecedentes
Luego de la instalación de la Junta de Gobierno en Buenos Aires partió desde esa capital una expedición militar para lograr la sumisión de las provincias de la Real Audiencia de Charcas al nuevo gobierno revolucionario. 
El virrey de un Perú desgastado , José Fernando de Abascal, había desconocido a la Junta de Buenos Aires y, a pedido del presidente de la Real Audiencia de Charcas, Vicente Nieto, y del gobernador intendente de Potosí, Francisco de Paula Sanz, anexado provisoriamente las intendencias de esa audiencia al Virreinato del Perú. Nieto tomó conocimiento de la instalación de la Junta el 20 de junio de 1810, tomando el 26 de junio la medida de desarmar a la unidad del Regimiento de Patricios de Buenos Aires que había llevado a Chuquisaca el año anterior, destituyendo a los oficiales y mandando a los soldados sorteados por el método del quintado a trabajar al socavón de Potosí.
Abascal nombró al presidente provisorio de la Real Audiencia del Cuzco, José Manuel de Goyeneche, general en jefe del Ejército Expedicionario del Alto Perú. Este marchó hacia Puno y luego situó su campamento sobre el río Desaguadero.
Nieto envió a su mayor general, José de Córdoba y Rojas, a ocupar el pueblo estratégico de Santiago de Cotagaita con tropas de Chuquisaca y 4 compañías de Potosí al mando del coronel González de Socasa. La posición fue fortificada con fosos y trincheras en espera de la llegada de los refuerzos solicitados al virrey del Perú, mientras Córdoba y Rojas se situaba en Tupiza.

## La revolución
El 6 y el 7 de noviembre de 1809 se había producido una movilización indígena en el pueblo de San Agustín de Toledo, cerca de Oruro, para impedir que el cacique Manuel Victoriano Titichoca fuera destituido. En abril de 1810 Titichoca encabezó una sublevación, de la cual participó Pedro Ignacio Rivera. Para sofocarla, el gobernador de Cochabamba, José González Prada, envió un batallón de 300 milicianos comandados por el coronel Francisco del Rivero, secundado por Esteban Arze y por Melchor Guzmán (alias el Quitón), pero Titicocha se retiró en abril sin ofrecer combate, refugiándose finalmente en el Partido de Carangas. Las fuerzas cochabambinas que estaban en Oruro recibieron la orden de Nieto para incorporarse al ejército que se acantonaba en Tupiza. Al tomar conocimiento de esa orden salieron de Oruro dirigiéndose a Cliza, desde donde se pusieron en comunicación con sus correligionarios de Cochabamba.
Mientras Goyeneche preparaba en el río Desaguadero una expedición que al mando del coronel Narciso Basagoitía debía reforzar a las fuerzas de Córdoba y Rojas en Tupiza, el 14 de septiembre de 1810 se produjo la insurrección de Cochabamba liderada por el coronel Rivero. Con unos 1000 milicianos del valle de Cliza, este ingresó en Cochabamba y tras rodear a la guarnición, arrestó y derrocó al gobernador intendente González Prada. Adhirió a la Junta de Buenos Aires y fue proclamado jefe político y militar, con los cargos de "gobernador intendente, presidente y capitán general de la provincia", sin que se produjera derramamiento de sangre. 
Las tropas remitidas a Chuquisaca por el gobernador González Prada retornaron el 22 de septiembre al tomar conocimiento de lo ocurrido en Cochabamba. Dos días después abandonaron la ciudad 500 milicianos de Santa Cruz de la Sierra.

## Alzamientos de Santa Cruz de la Sierra y Oruro
En agosto el capellán José Andrés de Salvatierra lideró un movimiento en el Fuerte de Membiray de Cordillera y el 24 de septiembre tomó la ciudad de Santa Cruz de la Sierra. Allí, un cabildo abierto depuso al subdelegado Pedro José Toledo y se formó una "junta provisoria", liderada por Antonio Vicente Seoane, el coronel Antonio Suárez, José Andrés de Salvatierra, Juan Manuel Lemoine y el enviado de la Junta de Buenos Aires, Eustaquio Moldes. Poco después Rivero nombró a Seoane como subdelegado de Santa Cruz de la Sierra.
El 6 de octubre se produjo el pronunciamiento de Oruro, encabezado por el subdelegado de Hacienda y Guerra, Tomás Barrón, adhiriendo a la Junta de Buenos Aires y solicitando ayuda a Cochabamba. El recién llegado ministro contador José María Sánchez Chávez decidió resistir, encerrándose con los caudales junto con las escasas fuerzas veteranas y solicitando ayuda a Juan Ramírez Orozco.
A su vez, los revolucionarios de Oruro solicitaron ayuda a los de Cochabamba. Sánchez Chávez luego intentó fugarse con los caudales a fines de septiembre, pero fue apresado en el lugar denominado La Barca y remitido a Cochabamba, de donde logró fugar.

## Batalla de Aroma
Esteban Arze (o Arce) con milicias de Cochabamba llegó a Oruro el 20 de octubre, reemplazó a Sánchez Chávez por Manuel Contreras. Luego de reforzar su tropas con milicias locales, salió el 12 de noviembre junto con Guzmán y con 1500 hombres mal armados al encuentro de las tropas realistas que el general Ramírez Orozco había enviado para sofocar la insurrección de Oruro. Estas tropas, 800 infantes veteranos y dos piezas de artillería, estaban al mando de Fermín Piérola.
El 14 de noviembre se produjo la Batalla de Aroma, que culminó con el triunfo de Arce y la persecución del ejército realista en dirección a La Paz, teniendo este la mitad de sus fuerzas muertas o prisioneras. Rivero anunció al pueblo la victoria expresando:

Valerosos y fidelísimos cochabambinos: Si ayer os comuniqué la plausible noticia de que el ejército auxiliar de nuestra capital la inmortal Buenos Ayres, alcanzó una completa victoria contra las tropas reunidas por los enemigos de la causa común en Santiago, hoy me toca anunciaros la que han obtenido nuestras expediciones a La-Paz; estas, sosteniendo un vivo fuego de tres horas en Aroma, han derrotado enteramente a cuatro cientos hombres armados de fusiles, y a tres cientos lanceros, coronándose nuestros hermanos de laureles con tan recomendable gloria cuanta ha sido la ventaja de los enemigos respecto a su mayor número de armas y de su posición dominante a nuestro ejército (...)

Piérola intentó resistir en Sica Sica, pero su ingreso en el pueblo fue impedido por sus habitantes. Continuó hacia Calamarca y luego a Viacha, en las afueras de La Paz, en donde se hallaba Ramírez Orozco, quien remitió a Puno los caudales públicos situándose en Tiahuanaco. A mediados de noviembre repasó el río Desaguadero con sus tropas y con el obispo de La Paz, Lasanta, de quien la Junta había ordenado su ejecución debido a su campaña propagandística contra ella. El 15 de noviembre ordenó al coronel Domingo Tristán y Moscoso que, en caso de que se produjera un levantamiento en La Paz, desalojara la ciudad con lo que pudiera salvar. Luego de la victoria y durante la persecución de los realistas, las tropas milicianas cochabambinas se dispersaron, retornando solo un grupo pequeño a Cochabamba.
El 16 de noviembre, ante la inminencia de la llegada de las fuerzas revolucionarias, el gobernador intendente de La Paz, Domingo Tristán, llamó a un congreso del pueblo, que por unanimidad aceptó la autoridad de la Junta de Buenos Aires.
Rivero despachó dos divisiones desde Cochabamba: una de ellas entró en La Paz el 19 de noviembre al mando de Bartolomé Guzmán con 800 hombres, en donde el intendente Domingo Tristán y Moscoso se plegó a la revolución. La otra ocupó Chuquisaca el 13 de noviembre, al mando de Manuel de la Vea. Esta estrategia respondía a las órdenes que Antonio González Balcarce envió a Rivero desde Tupiza el 16 de octubre de 1810:

He dirijido un propio al señor Gobernador Intendente de Cochabamba cuya Provincia no hay duda alguna que ha jurado obediencia á la Exma. Junta, á fin de que por todos los medios posibles se oponga á la introduccion de fuerzas del otro Virreynato y que haga algun movimiento sobre Chuquisaca á fin de que no puedan cargar con todas sus tropas á contenerme.
Antonio González Balcarce

## Creación del Regimiento de Cochabamba
El 21 de noviembre, un decreto de la Primera Junta creó el Regimiento N° 7 de Infantería (Regimiento de Cochabamba) con fuerzas milicianas de esa provincia, siendo su jefe el coronel Francisco del Rivero.

Exmo Señor.

Siendo conveniente que en la provincia de Cochabamba se eleve la milicia al grado de fuerza y disciplina que corresponde para que presente á nuestros enemigos una barrera inespugnable, ha resuelto la Junta la formación de un regimiento veterano de infantería con el titulo de Regimiento de Cochabamba, que constará de mil doscientas plazas, distribuidas en doce compañías de á cien hombres cada una, y ha nombrado por Coronel al Gobernador Intendente de la misma Provincia Dn. Francisco Rivero, y por Sargento Mayor al Teniente Coronel del ejército 
Dn. Vicente Carballo, debiendo proveerse por esta superioridad los demás empleos de oficiales, á propuesta del mismo Jefe, quien está prevenido de que todos sean hijos de Cochabamba y lo aviso á V. E. para su inteligencia y gobierno. 
Dios Guarde á V. E.
 
Buenos Aires, Noviembre 21 de 1810.
 
Exmo. Señor D.tor Dn. Juan José Castelli.

## Recuperación realista y fin de la revolución cochabambina
Poco después de las batallas de Aroma y de Suipacha, todo el Alto Perú quedó sometido a la Junta de Buenos Aires y el ejército auxiliar se situó en el campamento de Laja, cerca del río Desaguadero. Al otro lado del río, en el campamento de Zepita, se instalaron las fuerzas realistas peruanas.
El 20 de junio de 1811, Goyeneche ordenó atacar al ejército revolucionario, logrando el triunfo en la decisiva Batalla de Huaqui, que obligó a los restos del ejército auxiliar a retroceder precipitadamente hacia Potosí. La División de Cochabamba, al mando de Rivero, no participó activamente de la batalla, de modo que pudo retirar la mayor parte de sus tropas hacia La Paz y luego hacia Cochabamba.
Goyeneche repasó con sus tropas el río Desaguadero y permaneció a la espera por unos días. Al tener noticias de que la división al mando de Eustoquio Díaz Vélez, con 800 hombres, avanzaba desde Chuquisaca a Cochabamba, se trasladó hasta La Paz. La ciudad no presentó resistencia alguna, y el gobernador intendente Domingo Tristán — primo de Goyeneche — lo recibió en triunfo y fue confirmado en el cargo. El 4 de agosto Goyeneche partió hacia Cochabamba.
El 13 de agosto de 1811 la vanguardia realista al mando de Ramírez Orozco obtuvo el triunfo en la primera Batalla de Sipe Sipe (o Amiraya) sobre las fuerzas cochabambinas. El 21 de agosto de 1811, Goyeneche entró pacíficamente en Cochabamba, luego de aceptar pedidos de clemencia de sus ciudadanos. Francisco del Rivero se pasó al bando de Goyeneche luego de entrevistarse con él el 15 de agosto, sin saber que había sido nombrado el 3 de agosto como jefe del ejército auxiliar por la Junta de Buenos Aires. Goyeneche lo mantuvo en sus cargos militares y nombró a Antonio Allende como gobernador intendente de Cochabamba. Finalizó así la primera Revolución de Cochabamba.
Los milicianos de Palca marchaban hacia Cochabamba con la intención de ayudar a Rivero, pero al no poder unírseles, retornaron a su pueblo y organizaron en él al mando de José Buenaventura Zárate, la resistencia a Goyeneche. Fue el inicio de la llamada Republiqueta de Ayopaya.